# Marlyne Barrett
Marlyne Nayokah Barrett (* 13. září 1978, Brooklyn, New York, Spojené státy americké) je americká herečka, která se proslavila rolemi Neresy Camblell v seriálu The Wire – Špína Baltimoru, Felicie Marquand v seriálu Patty Hewes - nebezpečná advokátka a rolí sestry Maggie Lockwood v seriálu Chicago Med.

## Kariéra
Před kamerou se poprvé objevila v krátkometrážním filmu Angelique, poté získala roli v televizním filmu Potíže růstu. V roce 2003 získala roli v komedii Love, Sex and Eating the Bones. Za svojí kariéru si zahrála v několika seriálech jako Právo a pořádek, Super drbna, Dobrá manželka nebo Zachraň mě. Během let 2006 a 2007 hrála roli Neresy Campbell v kriminálním dramatu stanice HBO The Wire – Špína Baltimoru. Vedlejší roli Felicie Marquand si zahrála v právnickém dramatu stanice FX Hewes - nebezpečná advokátka. V roce 2015 si zahrála roli Chris Thompson v prvních dvou dílech krimi seriálu American Crime. Později v roce 2015 získala hlavní roli v lékařském seriálu stanice ABC Chicago Med.

## Filmografie

### Film
| Rok  | Název                          | Role               | Poznámky            |
| ---- | ------------------------------ | ------------------ | ------------------- |
| 1999 | Angelique                      | Angelique          | krátkometrážní film |
| 2000 | Potíže růstu                   | Jody               | televizní film      |
| 2001 | Skrytá agenda                  | Airport Stewardess |                     |
| 2001 | Poslední loupež                | mladá žena         |                     |
| 2003 | Noví sousedé                   | Tina               | televizní film      |
| 2003 | Love, Sex and Eating the Bones | Jasmine LeJeune    |                     |
| 2005 | Hitch: Lék pro moderního muže  | Stephanie          |                     |
| 2006 | Off the Black                  | Nancy              |                     |
| 2016 | Quest                          | Sheila             |                     |

### Televize
| Rok             | Název                                     | Role                              | Poznámky                  |
| --------------- | ----------------------------------------- | --------------------------------- | ------------------------- |
| 2004            | The Jury                                  | Faith Ward                        | díl: „Mail Order Mystery“ |
| 2005            | Právo a pořádek                           | Alana Sinclair                    | díl: „Obsession“          |
| 2005            | Zákon a pořádek: Porota                   | Diane Harris                      | díl: „Pattern of Conduct“ |
| 2005            | Zachraň mě                                | Matka chlapce v komatu            | 2 díly                    |
| 2005            | Zákon a pořádek: Útvar pro zvláštní oběti | Sarah Miller                      | díl: „Night“              |
| 2006            | Usvědčení                                 | Dr. Donner                        | díl: „Madness“            |
| 2006            | Zákon a pořádek: Útvar pro zvláštní oběti | Alma Cordoza                      | díl: „Cage“               |
| 2007-2008       | Právo a pořádek                           | Attorney Bocanegra                | 2 díly                    |
| 2007            | Patty Hewes - nebezpečná advokátka        | Felicia Marquand                  | 8 dílů                    |
| 2006-2008       | The Wire – Špína Baltimoru                | Council President Nerese Campbell | 11 dílů                   |
| 2009            | Kings                                     | Thomasina                         | 12 dílů                   |
| 2009            | Znuděný k smrti                           | Ava                               | díl: „Stockholm Syndrome“ |
| 2009            | Dobrá manželka                            | Thalia Ramsey                     | Episode: "Lifeguard"      |
| 2010            | Super drbna                               | Martha Chamberlain                | díl: „Goodbye, Columbia“  |
| 2014            | Satisfaction                              | Lauretta                          | díl: „Through Revelation“ |
| 2015            | American Crime                            | detektiv Chris Thompson           | 2 díly                    |
| 2015–současnost | Chicago Med                               | sestra Maggie Lockwood            | hlavní role               |
| 2016            | Chicago Fire                              | sestra Maggie Lockwood            | vedlejší role             |
| 2016            | Chicago P.D.                              | sestra Maggie Lockwood            | vedlejší role             |